# Claudio Massad
Claudio Massad (Bauru, 27 de fevereiro de 1985) é um mesa-tenista paralímpico brasileiro.

## Vida e carreira
Claudio Massad começou a praticar Tênis de Mesa em 1997, aos 12 anos de idade, por influência de amigos que já praticavam o esporte. Naquele mesmo ano começou a treinar em um clube da cidade de Bauru iniciando assim sua carreira no esporte.
Somente em 2008 Claudio decidiu se dedicar profissionalmente ao esporte, quando foi treinar em um clube na cidade de Marília. Em 2011 foi convocado para participar de um torneio olímpico e representar o Brasil em uma competição internacional, ainda na categoria convencional. 
Em 2014, Claudio passou pela classificação funcional para o Aberto da França e foi então classificado como atleta Paralímpico (Classe 10). Foi nesse mesmo ano que Claudio conseguiu a medalha de bronze na individual Classe 10 no Aberto da Costa Rica de Tênis de Mesa